# Socket AM3
Socket AM3 és un sòcol de CPU per a processadors d'AMD. L'AM3 es va llançar el 9 de febrer de 2009 com a successor del Socket AM2+, juntament amb el grup inicial de processadors Phenom II dissenyats per l'AM3. El canvi principal entre AM2+ i AM3 és la compatibilitat per DDR3 SDRAM.
Com el sòcol AMD anterior, la fitxa tècnica funcional del processador AM3 (amb número de coument 40778 d'AMD) no s'ha fet públic. Sí que s'ha fet amb la fitxa tècnica de Phenom de la família de processadors 10h d'AMD (document 446878), però només conté una breu llista de característiques del Phenom, i no té dades tècniques substancials sobre el sòcol.

## Compatibilitat
El Socket AM3 trenca la compatibilitat amb processadors AM2/AM2+ a causa d'un canvi subtil en la ubicació de les tecles. El sòcol AM3 té 941 pins en un disseny diferent mentre que els processadors AM2+ processors en tenen 940. Tom's Hardware va eliminar dos pins d'un processador AM2+ Phenom per poder-lo encaixar en un sòcol AM3. El processador no va funcionar amb l'AM3, però seguia funcionant en un sòcol AM2+, suggerint que els problemes de compatibilitat van més enllà dels pins. És possible ja que el controlador de memòria inclòs als processadors AM2/AM2+ només són compatibles amb DDR2 (a diferència dels processadors AM3, compatibles tant amb memòria DDR2 com DDR3). De fet, es van manufacturar poques plaques mare compatibles amb DDR2 i DDR3, tanmateix només es podia fer servir un únic tipus alhora. Malgrat fer servir un sòcol AM3 i un NorthBridge i un SouthBridge trobat en plaques mare AM3, són compatibles amb qualsevol processador AM2, AM2+ o AM3.
Com que els processadors AM3 també són compatibles amb DDR2, també ho són amb els Socket AM2/AM2+, supeditats a una actualització de la BIOS de la placa mare. Manufacturadors com Asus i Gigabyte, entre d'altres, han etiquetat plaques AM2/AM2+ existents com a "AM3 Ready" o similars, indicant que es proveeix suport BIOS per les plaques especificades. Això permet es pugui millorar la CPU de sistemes AM2/AM2+ existents sense haver d'actualitzar altres components.

## Socket AM3+
AM3+ és una modificació del sòcol AM3. Té un pin addicional pels nous processadors AM3+ basats en Bulldozer, i és compatible amb processadors AM3 anteriors. Va trencar la compatibilitat enrere entre processadors AM3+ i plaques mare AM2 i AM2+ perquè els processadors no eren compatibles amb memòria DDR2.